# La venganza del Zorro
La venganza del Zorro es una coproducción hispano-francesa de género western estrenada en 1962, dirigida por Joaquín Luis Romero Marchent y protagonizada en los papeles principales por Frank Latimore y María Luz Galicia.
Tuvo secuela ese mismo año en una coproducción italo-hispano-francesa con el nombre de Cabalgando hacia la muerte o también La sombra del Zorro, con parte del mismo equipo técnico.

## Sinopsis
En la California de 1848, el aristócrata hispano Don José de la Torre es criticado por su actitud benévola hacia los ocupantes norteamericanos. Sin embargo, cuenta con una doble identidad, El Zorro, mediante la cual combate a quienes parecen los amigos de don José, en particular al malvado coronel Clarence.

## Reparto
- Frank Latimore como Don José de la Torre - El Zorro
- María Luz Galicia como	María Aguilar
- Rafael Romero Marchent como Juan Aguilar
- Howard Vernon como General Clarence
- José Marco Davó como Gobernador
- Jesús Tordesillas como Raimundo
- María Silva como Irene
- Paul Piaget como Charlie
- Fernando Sancho como Sargento
- Antonio Molino Rojo como Rock
- Emilio Rodríguez como John
- Carlos Romero Marchent como Chema
- Manuel Alexandre como Soldado
- María Andersen como Juana
- Román Ariznavarreta como Soldado
- Juan Antonio Arévalo como	Fernando
- Xan das Bolas como Soldado
- Alfonso de la Vega como Soldado
- Fernando Delgado como Padre Francisco
- Irán Eory como	Amiga de Irene
- José Riesgo como Ciudadano
- Lorenzo Robledo como Oficial
- José Villasante como Soldado
- Ángel Álvarez como Ciudadano